# Виргиния Трифонова
Виргиния Христова Трифонова е българска тенисистка.
Тя е двукратна победителка на държавното лично първенство по тенис на сингъл през 2003 и 2007 г. През 2006 г. е шампионка на смесени двойки със Стефан Митев.
Състезателка е на ТК „Черно море Елит“, с който печели трето място в европейското клубно първенство през 2004 г. През 2005 г. отбора става европейски клубен шампион в Рен, Франция в състав Виргиния Трифонова, Сесил Каратанчева, Мария Пенкова и Цветана Пиронкова.
Състезава се и в немската бундеслига.

## Класиране в ранглистата в края на годината
| Година | 2000 | 2001 | 2002 |
| Сингъл | 1005 | 734  | 751  |
| Двойки | -    | 674  | -    |

## Финали

### Титли на сингъл (1)
| Година | Турнир  | Категория    | Съперник               | Резултат    |
| 2002   | Алкмаар | ITF $ 10 000 | Сабина Медиано-Алварес | 6-2 3-6 6-2 |

### Титли на двойки (2)
| Година | Турнир    | Категория    | Партньор           | Съперници                           | Резултат    |
| 2001   | Волос     | ITF $ 10 000 | Радослава Топалова | Асимина Каплани Мария Павлиду       | 6-2 4-6 7-5 |
| 2002   | Букурещ 1 | ITF $ 10 000 | Радослава Топалова | Габриела Никулеску Моника Никулеску | 6-4 3-6 6-3 |

### Загубени финали на двойки (1)
| Година | Турнир  | Категория    | Партньор            | Съперници                     | Резултат            |
| 2000   | София 3 | ITF $ 10 000 | Деница Александрова | Филипа Габровска Неда Михнева | 1-4 4-2 1-4 4-0 2-4 |